# Марфинское сельское поселение
Марфинское сельское поселение — бывшее муниципальное образование в Вичугском муниципальном районе Ивановской области. 15 июня 2010 года в результате слияния вошло вместе с Семигорьевским и Чертовищенским поселениями в состав Сунженского сельского поселения.
Состояло из деревень: Боровитиха, Боры, Воробьево, Галуевская, Гольцовка, Дягелиха, Ежовка, Канино, Киндяково, Клеопино, Козиха, Косачево, Марфино, Матвеиха, Нефедово, Никоновская, Пешково, Потехино, Путковская, Растворово, Рокотово, Рычковская, Хохлята, Хреново, Шляйково, Яснево.
Административный центр — деревня Марфино. Расстояние до районного центра — города Вичуга — 6 км.
Образовано в соответствии с законом Ивановской области от 11 января 2005 года № 4-ОЗ «О городских и сельских поселениях в муниципальных районах».

## Описание границ
(в ред. Закона Ивановской области от 12.10.2005 N 124-ОЗ)
Граница Марфинского сельского поселения начинается на западе со смежества СХПК «Синегарский» и 71 кв. Вичугского лесничества. На западе она совпадает с границей Гаврилковского сельского поселения, на севере — с границей Чертовищенского сельского поселения и городского поселения Старая Вичуга и уходит по границе Чертовищенского сельского поселения на северо-восток до границы с Кинешемским муниципальным районом, проходит по границе Кинешемского и Вичугского муниципальных районов до Северной железной дороги Москва — Кинешма, пересекая её, и идет вдоль на юго-запад по железной дороге Москва — Кинешма до муниципального района Вичуга, огибает его с севера до смежества 80, 79, 78 кв. и 63, 62, 74, 73, 72 кв. Гослесфонда Вичугского лесничества, возвращаясь в точку отсчета.